# Azat-le-Ris
Azat-le-Ris è un comune francese di 267 abitanti situato nel dipartimento dell'Alta Vienne nella regione della Nuova Aquitania.

## Società

### Evoluzione demografica
Abitanti censiti